# 志道元治
志道 元治（しじ もとはる）は、安土桃山時代から江戸時代初期にかけての武士。毛利氏家臣で長州藩士。父は志道元勝。

## 生涯
慶長4年（1599年）、毛利氏家臣・志道元勝の嫡男として生まれる。
慶長7年（1602年）6月28日に父・元勝が死去したため、同年7月26日に家督を継ぐ。慶長10年（1605年）1月5日、毛利輝元の加冠状を受けて元服し、「元」の偏諱から「元治」と名乗った。元和2年（1616年）12月29日には毛利秀就から「六左衛門尉」の百官名を与えられる。
万治3年（1660年）9月29日に死去。享年62。嫡男の就行が家督を継いだ。